# Lisp

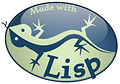
Biểu tượng hình con thằn lằn đôi khi được các lập trình viên dùng trong các chương trình viết bằng ngôn ngữ Lisp.

Lisp là ngôn ngữ lập trình được phát triển từ rất sớm (1958). Lisp, viết tắt của LISt Processing có cấu trúc dữ liệu nền tảng là các danh sách liên kết (linked list). Lisp được biết đến như một trong những ngôn ngữ lập trình hàm tiêu biểu, mặc dù đôi khi vẫn có các chương trình Lisp được viết theo hướng thủ tục. Về hình thức, cú pháp lệnh của Lisp rất đặc biệt với những cặp ngoặc đơn và viết theo ký pháp tiền tố.

## Lịch sử
Lisp được John McCarthy đề xuất vào năm 1958 tại MIT. Steve Russell đã chuyển từ ý tưởng sang thực tế trên máy tính. Trình biên dịch Lisp đầu tiên được viết bởi Tim Hart và Mike Levin (1962) bằng chính ngôn ngữ Lisp.
Lisp đã được sử dụng rộng rãi trong lĩnh vực trí tuệ nhân tạo.

## Đặc điểm
- Cú pháp thuần nhất (sẽ được trình bày trong phần dưới)
- Hàm cũng là một đối tượng
- Lập trình kiểu động.
- Thu rác trong bộ nhớ (Garbage collector)
- Gói chương trình
- Biên dịch tăng dần (Incremental compiling): Trong khi phát triển chương trình có thể sử dụng các hàm được biên dịch cùng với các hàm được thông dịch.

## Cú pháp
- Lisp có cú pháp thuần nhất. Cấu trúc chung của Lisp là danh sách liên kết biểu thị bởi cặp ngoặc đơn, bên trong là các phần ngăn cách bởi dấu trống (space).

(phần-1 phần-2 phần-3...)
Trong đó mỗi phần có thể là:
- hàm: Trong Lisp, hàm có nghĩa rộng bao gồm cả chương trình con hoặc thủ tục, các câu lệnh, các toán tử trong các ngôn ngữ lập trình thủ tục nói chung.
- biến: một biến trong Lisp có thể nhận bất kì kiểu dữ liệu nào
- nguyên tố (atom): bao gồm các giá trị số (nguyên / thực), ký tự, chuỗi ký tự, boolean và ký hiệu (symbol). Riêng ở trong Lisp còn có kiểu phân số (ratio), tiện dụng khi giải các bài toán sơ cấp.

Ví dụ:
- Hàm căn bậc hai: (sqrt 2)
- Lệnh in ra màn hình: (princ "Common Lisp")
- Phép tính cộng trong đó hàm là toán tử: (+ 3 5)

Cú pháp như vậy được gọi chung là biểu thức S (S-expression hay Sexp). Một chương trình Lisp thực ra là một biểu thức S lớn mà mỗi phần của nó gồm nhiều biểu thức S con khác.
Một số cú pháp cụ thể của Lisp như sau:
- Khai báo hàm(defun tên-hàm (danh-sách-tham-số) (nội-dung-của-hàm))
- Gán(setq tên-biến giá-trị)
- Khối lệnh(progn (lệnh-1) (lệnh-2)...)
- Chọn / rẽ nhánh(if (biểu-thức-điều-kiện) (nhánh-đúng) (nhánh-sai))

(cond
  ((biểu-thức-1) (nhánh-1))
  ((biểu-thức-2) (nhánh-2))
...
)
- Lặp(while (điều-kiện)
  (lệnh)
)

### Quy ước đặt tên
Trong thư viện chuẩn của Lisp, các hàm dạng logic (predicate) trả lại kết quả đúng (T) hoặc sai (NIL) đều kết thúc với chữ (p). Chẳng hạn: zerop là hàm kiểm tra một số bằng 0 hay không.
Quy ước đặt tên này không bắt buộc, nó có tác dụng với người lập trình (để dễ đọc và tiện gỡ lỗi) nhưng không có ý nghĩa với trình biên dịch.

## Hướng đối tượng trong Lisp
Mặc dù được phát triển với định hướng ban đầu là lập trình hàm, ngôn ngữ Lisp cũng được bổ sung các tính năng cho phép lập trình hướng đối tượng. Chẳng hạn với Common Lisp, hướng đối tượng được thể hiện qua CLOS, với các tính năng cơ bản là:
- Định nghĩa các lớp
- Tạo các đối tượng trong mỗi lớp
- Định nghĩa các phương thức và hàm tổng quát.

Một ví dụ cụ thể với việc định nghĩa một lớp person với các giá trị mặc định tên là bill và 10 tuổi như sau:
```
(
defclass
 
person
 
()

  
((
name:accessor
 
person-name

:initform
 
'bill

:initarg:name
)

   
(
age:accessor
 
person-age

:initform
 
10

:initarg:age
)))

```

## Các dòng Lisp
Trong quá trình phát triển, có nhiều dòng Lisp khác nhau như: MacLisp, ZetaLisp, Franz Lisp v.v... Với nguyện vọng thống nhất một chuẩn chung cho Lisp, Common Lisp (CL) đã ra đời. Tuy vậy, hiện nay cũng có nhiều bản của Common Lisp như Allegro CL, LispWork (các phiên bản thương mại), và CMU CL, SBCL (các phiên bản tự do).
Một nhánh phát triển khác của Lisp là Scheme, một ngôn ngữ Lisp rút gọn với vài thay đổi về các từ khóa. Scheme là ngôn ngữ được giảng dạy phổ biến tại Hoa Kỳ. Trường MIT dùng Scheme để dạy sinh viên năm thứ nhất, nhưng đã chuyển qua dùng python.

## Ứng dụng của Lisp
Sau khi ra đời, Lisp dần dần trở thành ngôn ngữ chuyên dụng trong ngành trí tuệ nhân tạo ở Hoa Kỳ. Thậm chí ở Hoa Kỳ ảnh hưởng của nó còn lấn át một ngôn ngữ thông dụng khác trong ngành trí tuệ nhân tạo là Prolog. Nghiên cứu trí tuệ nhân tạo bằng Lisp được khái quát thành những bài toán mang tính mẫu mực.
Ngoài ra Lisp còn là công cụ lập trình mạnh mẽ bên trong các chương trình AutoCAD và Emacs, và được sử dụng rộng rãi trong công thương nghiệp.